# Austar
Austar (estilizado como AUSTAR) fue una empresa de telecomunicaciones de Australia. Su actividad principal fue la televisión por cable o satélite, la telefonía móvil y el acceso a Internet. Su lema, "lo que te inspira".

## Historia
Austar fue fundada en 1994 bajo el nombre Community Entertainment Television (CETV).
Austar superó los 700 mil clientes el 30 de septiembre de 2008, siendo el operador más grande de televisión por suscripción en regiones y zonas rurales de Australia. Austar proporcionó los servicios de televisión por suscripción en un área de servicio de aproximadamente 2,4 millones de hogares, un tercio de los hogares totales de Australia, principalmente utilizando la tecnología digital por satélite. Austar también opera una cadena de cable digital en Darwin (Australia).
Austar Austar United Communications Ltd. era propiedad con el 54% de Liberty Global, el 46% restante es propiedad de accionistas públicos.
Austar también poseyó el 50% de XYZnetworks, un proveedor de programación de televisión de pago, una empresa conjunta entre 50-50 Foxtel y Austar.
Fusión con Foxtel
Foxtel compró Austar en 2012. Desde su adquisición, Foxtel fue fusionado progresivamente todas sus operaciones al sistema nacional. Desde mediados hasta finales de 2013, Foxtel fusionó todas las cuentas con Foxtel y eliminó los servicios en línea relacionados con MyStar (PVR de Tv de Austar), este fue el último paso de la fusión. En noviembre de 2013, las unidades Foxtel IQ estuvieron disponibles con conexiones satélites para aquellos que desearan reemplazar sus unidades MyStar. La transición se completó en 2014, cuando toda la marca Austar fue reemplazada por Foxtel.